# Neuvy-Grandchamp
Neuvy-Grandchamp är en kommun i departementet Saône-et-Loire i regionen Bourgogne-Franche-Comté i östra Frankrike. Kommunen ligger i kantonen Gueugnon som tillhör arrondissementet Charolles. År 2022 hade Neuvy-Grandchamp 752 invånare.

## Befolkningsutveckling
Antalet invånare i kommunen Neuvy-Grandchamp
| Referens: INSEE |